# Georg Urdang
Isidor Georg Urdang (Tilsit, Prússia Oriental, 13 de juny del 1882 - Madison, 27 de juny del 1960), dit igualment George Urdang a partir del 1937, fou un farmacèutic, historiador de la farmàcia, editor i autor germanoestatunidenc. Emigrà als Estats Units, on esdevingué catedràtic de la Universitat de Wisconsin-Madison i fundà l'Institut Americà d'Història de la Farmàcia.

## Biografia
Els seus pares eren el comerciant i rabí Isidor Urdang (1832-1882) i la seva muller, Emma Marie (1851-1928), nascuda Alban. Cursà els seus estudis primer a l'institut de Tilsit i seguidament al Realgymnasium (escola superior especialitzada en ciències naturals i idiomes moderns) de la mateixa ciutat, del qual es graduà el 1898. El mateix any començà el seu aprenentatge com a ajudant de farmacèutic a la Farmàcia Reichsadler d'Insterburg. El continuà a la Farmàcia Wachter's Grüner a Tilsit, on el 1901 aprovà l'examen corresponent. El 25 d'abril del 1904 començà estudis de Farmàcia a la Universitat de Leipzig, d'on es graduà el novembre del 1905. El seu primer lloc de treball fou la Farmàcia Westend de Frankfurt del Main. El 1906 tornà a casa i, fins al 1910, treballà com a prescriptor en cap de la Farmàcia Wachter's Grüner. El 30 de març es casà amb Gertrude Preuss, de Tilsit. Des del 1910 fins al 1919 fou propietari de la Farmàcia Adler de Rosenberg, a la Prússia Occidental. Aquí fou, en les seves pròpies paraules, «un petit farmacèutic rural que treballava sol i només tenia temps per estudiar la història de la farmàcia de nit». A Rosenberg, el matrimoni tingué dues filles i un fill. Aquest últim morí durant la infància.

### Treball com a editor
Ja com a propietari d'una farmàcia, escrivia comentaris sobre polítiques que es publicaven a la Pharmazeutische Zeitung. El 1919, la revista li oferí un lloc de treball com a editor a Berlín. Fins al 1936 hi publicà articles sobre temes com la mentalitat professional dels farmacèutics i la representació de la professió farmacèutica en la literatura. El 1923 sortí el seu primer article sobre història de la farmàcia, Die Pharmazeutische Geschichtsschreibung in Deutschland (‘La historiografia farmacèutica a Alemanya’). Durant la seva feina com a editor, es doctorà en Història de la Farmàcia sota la direcció dels professors Edmund Oskar von Lippmann (Berlín) i Carl August Jacob Rojahn (Halle). La seva tesi doctoral sobre la història dels metalls en les farmacopees alemanyes fou publicada el 1993. El 1934 fou inhabilitat pel règim nacionalsocialista. Tanmateix, la Pharmazeutische Zeitung li permeté mantenir el lloc de treball. Fins al 1936 pogué continuar publicant sota un pseudònim.

### Fundació de la Societat Alemanya d'Història de la Farmàcia
El 1926 fundà la Societat Alemanya d'Història de la Farmàcia juntament amb Ludwig Winkler, Walther Zimmermann, Fritz Ferchl i Otto Raubenheimer al poble de Hall in Tirol. El 1929 n'era el tresorer i cap al 1937 n'esdevingué membre corresponent.

### Emigració
El 1938 emigrà als Estats Units. Hi tornà a cursar estudis de Farmàcia al Brooklyn College of Pharmacy de la LIU Brooklyn i el 1939 es tornà a graduar. El juliol del 1939 es mudà a Madison (Wisconsin) per escriure el primer llibre de text estatunidenc sobre la història de la farmàcia servint-se de la col·lecció d'història de la farmàcia del Dr. Edward Kremers. El 1941 hi fundà l'Institut Americà d'Història de la Farmàcia, del qual seria el primer director fins al 1956. Aquesta nova societat científica oferia a altres universitats plans d'estudis, cursos i conferències elaborats pel mateix Urdang. Rebutjà una oferta per treballar com a professor d'història de la medicina a Madison perquè volia centrar-se en la història de la medicina i lluitar per la creació d'una càtedra per a aquesta disciplina. Els seus esforços arribaren a bon port el 1947, quan fou nomenat catedràtic d'història de la farmàcia amb 65 anys. Juntament amb el seu ajudant Hans Dieckmann, un investigador postdoctoral de Bielefeld, escrigué el llibre de text Einführung in die Geschichte der deutschen Pharmazie (‘Introducció a la història de la farmàcia alemanya’) el 1954.

### Postguerra
Quan el 1947 s'escampà per Alemanya la notícia que Urdang havia estat nomenat catedràtic d'Història de la Farmàcia, els seus excol·legues el veieren com un gran aliat en la reconstrucció de la història de la farmàcia alemanya. La zona d'ocupació dels Estats Units a Alemanya promulgà el dret d'establiment dels farmacèutics, cosa que permeté a Urdang anar a Berlín per la Jornada General dels Farmacèutics Alemanys el 10 de juliol del 1950 i fer-hi una intervenció. Es mantingué en contacte amb els historiadors de la farmàcia europeus fins a la seva mort. Morí a Madison d'un infart de miocardi el 1960.